# Austin 14
La 14 è un'autovettura prodotta dall'Austin dal 1937 al 1939 in 11.349 esemplari. Era anche conosciuta come 14/6.

## Contesto
Il modello era di medie dimensioni e montava un motore a valvole laterali e sei cilindri in linea da 1.711 cm³ di cilindrata. Questo propulsore erogava 52 CV di potenza.
Le carrozzerie disponibili erano tre, tutte a quattro porte e quattro posti: berlina, cabriolet e familiare.
Il veicolo raggiungeva al velocità massima di 109 km/h.
La produzione terminò nel 1939 senza il lancio sul mercato di nessun modello successore.